# St. Cosmas und Damian (Wechterswinkel)

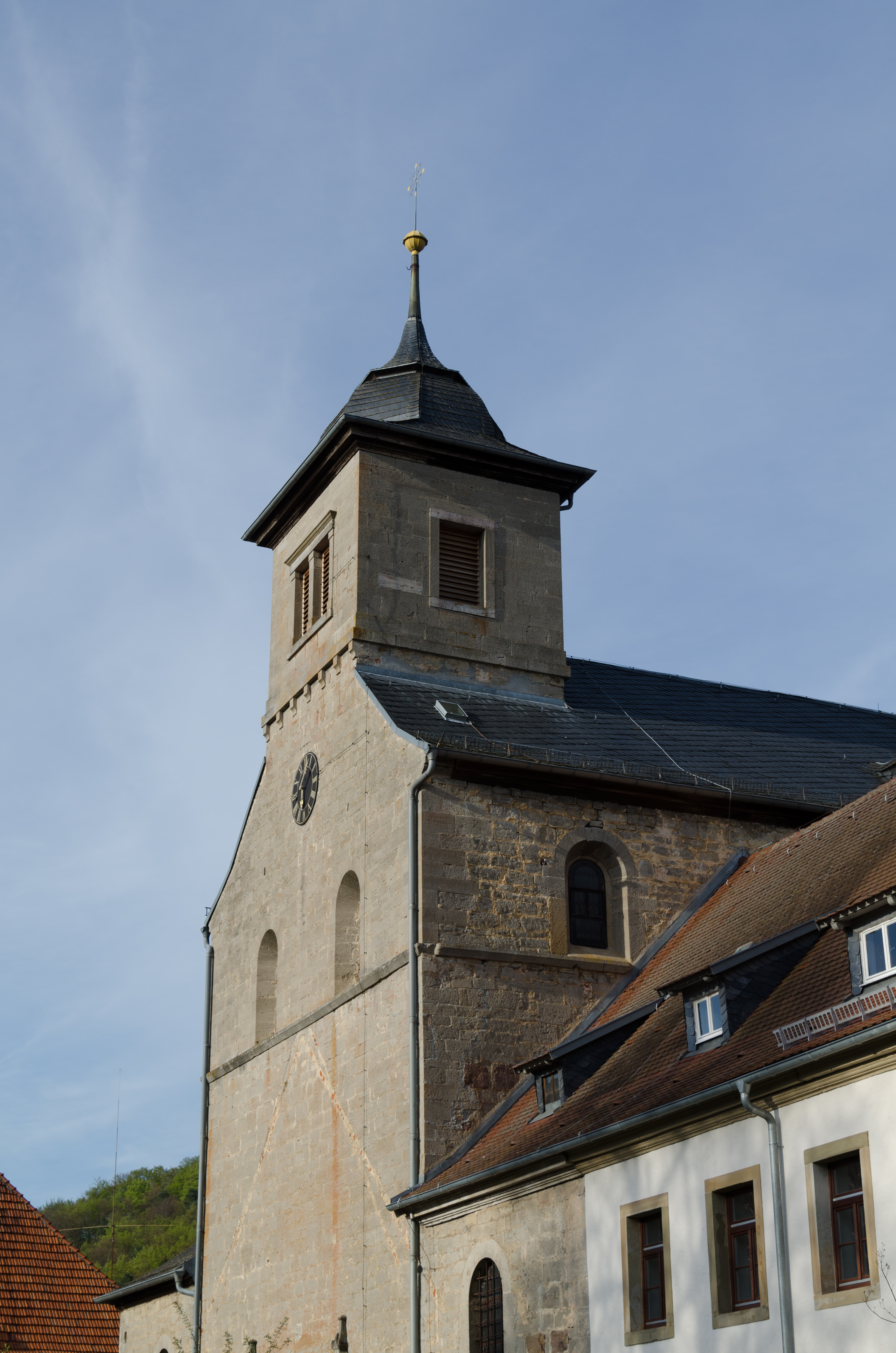
Die St.-Cosmas-und-Damian-Kirche in Wechterswinkel.

Die römisch-katholische Kirche St. Cosmas und Damian ist eine Kirche im bayerischen Wechterswinkel, einem Ortsteil der Gemeinde Bastheim im unterfränkischen Landkreis Rhön-Grabfeld. Sie gehört zu den Baudenkmälern in Bastheim und ist unter der Nummer D-6-73-116-58 in der Bayerischen Denkmalliste registriert.
Die Kirche ist den heiligen Brüdern Kosmas und Damian geweiht.

## Geschichte
Nach der Auflösung des Klosters Wechterswinkel im Jahr 1592 mit einer 1179 fertiggestellten und der heiligen Margarethe, der Gottesmutter und der Allerheiligsten Dreifaltigkeit geweihten Kirche wurde im Jahr 1811 das Klostergebäude zur St.-Cosmas-und-Damian-Kirche umgebaut. Ein Teil der ehemaligen Kirchenanlage wurde abgerissen. In den 1980er Jahren und 1990er Jahren fanden im Inneren der Kirche umfassende Renovierungsarbeiten statt.

## Beschreibung und Ausstattung
Die heutige St.-Cosmas-und-Damian-Kirche ist als dreischiffige Basilika mit nicht eingezogenem Chor mit einer leicht eingezogenen Apsis als östlichem Abschluss angelegt. Die Westfassade der Basilika geht in einen wuchtigen Dachreiter über.  Im Inneren beherbergt die Kirche einen Hochaltar von 1680 mit einer Kreuzigungsgruppe und vier als hochgewundene Trauben gestalteten Säulen und Wappen unter anderem von Fürstbischof Peter Philipp von Dernbach. Die Seitenaltäre mit zentralem Gemälde der Taufe Jesu im Jordan und Wappen von Fürstbischof Johann Gottfried von Guttenberg bzw. zentraler Marienfigur mit Kind entstanden um 1690 bzw. um 1720.
Die Kirche hat ein vierstimmiges Mollgeläut.
| Nr. | Schlagton | Masse      | Glockengießer | Gussjahr |
| --- | --------- | ---------- | ------------- | -------- |
| 1   | a’        | 687 kg     | Schilling     | 1969     |
| 2   | c’’       | 397 kg     | Schilling     | 1969     |
| 3   | d’’       | ca. 200 kg | unbekannt     | 1598     |
| 4   | e’’       | 188 kg     | Schilling     | 1969     |